# District de Košice II
Le district de Košice II est l'un des 79 districts de Slovaquie dans la région de Košice et l'un des 4 districts de la municipalité de Košice.

## Démographie

### Évolution de la population
| Année:               | 1994.  | 2004.   | 2014.   | 2024.   |
| -------------------- | ------ | ------- | ------- | ------- |
| Nombre de personnes: | 82 110 | 79 934  | 82 479  | 77 914  |
| Différence:          |        | -2,65 % | +3,18 % | -5,53 % |

| Année:               | 2023.  | 2024.   |
| -------------------- | ------ | ------- |
| Nombre de personnes: | 78 385 | 77 914  |
| Différence:          |        | -0,60 % |

## Liste des communes
Source :
Ville :
- Košice

Quartiers :
- Lorinčík
- Luník IX
- Myslava
- Pereš
- Poľov
- Sídlisko KVP
- Šaca
- Západ (Ouest)